# ليبو اف ام
ليبو إف إم هو إذاعة مسموعة ليبية تبث برامجها من استوديوهاتها في العاصمة طرابلس عبر التردد 91.1 إف إم (موجة قصيرة) الشعار الرسمي لها كما يبث عبر أثيرها هو ( ليبو إف إم اختيار يحلي المشوار). وتبث القناة برامج متنوعة رياضية ومسابقات ترفيهية وبرامج لهواة الشعر والخواطر وبرامج دينية.

## التسمية
الاسم هو نوع من الافتخار بالثقافة المحلية الليبية حيث أن الليبو هو اسم لقبيلة ليبية قديمة وتم اختيار هذا الاسم كنوع من التباهي والافتخار بالانتماء إلى البلد وخصوصا أن الإذاعة بدأت بثها بعد نهاية أحداث 17 فبراير.